# Dial Range
Dial Range är en bergskedja i Australien. Den ligger i delstaten Tasmanien, i den sydöstra delen av landet, omkring 220 kilometer nordväst om delstatshuvudstaden Hobart.
I omgivningarna runt Dial Range växer i huvudsak städsegrön lövskog. Runt Dial Range är det mycket glesbefolkat, med 3 invånare per kvadratkilometer. Genomsnittlig årsnederbörd är 1 607 millimeter. Den regnigaste månaden är augusti, med i genomsnitt 221 mm nederbörd, och den torraste är januari, med 57 mm nederbörd.